# Sévignacq
Sévignacq ist eine französische Gemeinde mit 796 Einwohnern (Stand 1. Januar 2022) im Département Pyrénées-Atlantiques in der Region Nouvelle-Aquitaine (vor 2016: Aquitanien). Die Gemeinde gehört zum Arrondissement Pau und zum Kanton Terres des Luys et Coteaux du Vic-Bilh (bis 2015: Kanton Thèze).
Der Ursprung des Namens der Gemeinde kommt vermutlich aus der gallorömischen Zeit und bedeutet „Landgut des Sabinius“.
Die Einwohner werden Sévignacquais und Sévignacquaises genannt.

## Geographie
Sévignacq liegt ca. 20 km nördlich von Pau in der Region Vic-Bilh der historischen Provinz Béarn am nordöstlichen Rand des Départements.
Umgeben wird der Ort von den Nachbargemeinden:
| Carrère          | Mouhous                                     | Lannecaube          |
| Miossens-Lanusse | Kompassrose, die auf Nachbargemeinden zeigt | Coslédaà-Lube-Boast |
| Lasclaveries     | Barinque Escoubès                           |                     |

Sévignacq liegt im Einzugsgebiet des Flusses Adour.
Einer seiner Nebenflüsse, der Gabas, durchquert das Gebiet der Gemeinde mit seinen Zuflüssen, dem Ruisseau de Cimpceü und dem Ruisseau de Teulé.
Ebenso bewässern Nebenflüsse des Lées das Gemeindegebiet,
- der Gabassot und
- der Petit Lées und sein Nebenfluss,
  - der Lasset mit seinem Zufluss,
    - dem Arriou du Barou.[3]

## Geschichte
Archäologische Funde bezeugen eine Besiedelung der fruchtbaren Hochebene zwischen den Flüssen Petit Lées und Lasset bereits seit 4000 v. Chr. Es wurden Keramikscherben, Pfeilspitzen und rund ein Dutzend Hügelgräber gefunden. Der Chemin de Saint-Pé, ein urgeschichtlicher Hirtenweg, hat zur Gründung des Dorfes beigetragen. Neben der Pfarrkirche, im Viertel Laspoudges, und im Süden des Zentrums der Gemeinde sind Spuren von Besiedelung in gallorömischer Zeit entdeckt worden. Das Dorf wurde im 12. Jahrhundert erstmals in den Aufzeichnungen erwähnt und entwickelte sich rund um die Pfarrkirche, die im späten 11. oder frühen 12. Jahrhundert errichtet wurde. In der Volkszählung des Béarn im Jahre 1385 wurden 27 Häuser gezählt, und Sévignacq gehörte zur Bailliage von Pau. Ein Laienkloster, das dem Vicomte von Béarn unterstand, gehörte dazu. Arnauld de Desast hatte 1070 die Grundherrschaft inne, später ging sie an die Familie d’Autaure, gegen 1620 an Catherine de Gramont, Gräfin von Lauzun und Mätresse des französischen Königs Heinrich IV., die in der Pfarrkirche von Sévignacq beigesetzt wurde.
Toponyme und Erwähnungen von Sévignacq waren:
- Sanctus-Petrus de Sevinhac und Seviniacum (1101 bzw. 1115, Kopialbuch des Bistums Lescar),
- Sevinhacum (1279, Kopialbuch des Schlosses von Pau, Nr. 1),
- Sebinhac (13. Jahrhundert, fors de Béarn, Manuskript aus dem 14. Jahrhundert),
- Sevinhac-Darrer (1385, Volkszählung im Béarn),
- Sevignacq (1750, Karte von Cassini),
- Sevignac (1793 und 1801, Notice Communale bzw. Bulletin des Lois) und
- Sévignacq (1863, Dictionnaire topographique du département des Basses-Pyrénées).[4][6][7]

### Einwohnerentwicklung
Nach Beginn der Aufzeichnungen stieg die Einwohnerzahl auf einen ersten Höchststand von rund 1050 in der Mitte des 19. Jahrhunderts. In der Folgezeit stagnierte die Größe der Gemeinde bei kurzzeitigen Phasen der Erholung bis zu den 1990er Jahren auf rund 530 Einwohner. Seitdem ist ein Aufwärtstrend zu verzeichnen, der noch heute andauert.
| Jahr      | 1962 | 1968 | 1975 | 1982 | 1990 | 1999 | 2006 | 2009 | 2022 |
| --------- | ---- | ---- | ---- | ---- | ---- | ---- | ---- | ---- | ---- |
| Einwohner | 610  | 578  | 580  | 558  | 532  | 606  | 659  | 685  | 796  |

## Sehenswürdigkeiten

### PfarrkircheSaint-Pierre
Die dem Apostel Petrus geweihte Kirche ist die älteste romanische Kirche im Béarn und seit dem 5. Februar 2004 als Monument historique klassifiziert.
Sie wurde am Ende des 11. oder zu Beginn des 12. Jahrhunderts errichtet. Ihr Langhaus, das ca. 30 m × 7 m misst, birgt ein Haupt- und ein Seitenschiff. Die westliche Fassade wird durch einen großen Glockengiebel betont, der der Kirche einen defensiven Charakter verleiht. Die beiden großen Rundbögen, in denen die Glocken geschützt werden und die roh behauenen Steine geben ihm ein strenges Aussehen.
Im 16. Jahrhundert wurden die Kirchenschiffe nach Westen hin vergrößert und der Glockengiebel errichtet. Im 19. Jahrhundert fanden Restaurierungen statt.
Das auf der Südseite gelegene Eingangsportal ist gegen 1150 geschaffen worden und blieb seitdem unverändert. Ein Projekt in den 1930er Jahren, das Portal zu verkaufen und durch ein modernes zu ersetzen, wurde nicht verwirklicht. Es ähnelt den Portalen der Kathedrale Sainte-Marie in Oloron-Sainte-Marie und der Kirche Sainte-Foy in Morlaàs und wurde tatsächlich auch von denselben Bildhauern ausgeführt, wie Steinmetzzeichen belegen. Das Portal ragt rund einen Meter aus der Südfassade heraus und erstreckt sich auf einer Breite von 5,30 m. Das Gewände ist mit drei Archivolten ausgestaltet. Auf der äußeren sind elf Persönlichkeiten zu erkennen, die verschiedene Laster illustrieren, die Schlemmerei, die Wollust, die Begierde, die Faulheit, der Geiz, die Frivolität, die Lüsternheit, die Eitelkeit, die Trunksucht. An der linken äußeren Säule ist eine Karyatide zu sehen. Die Verzierungen der Kapitelle der Säulen zeigt die Themen, die oft in der Baukunst des 12. Jahrhunderts aufgegriffen wurden. Die Kapitelle der beiden äußeren Säulen sind mit Blattwerk verschönert. Auf der linken Seite zeigt das zweite Kapitell einen menschlichen Kopf, das dritte zwei Adler und zwei Vierfüßler. Auf den Kapitellen der rechten Seite sind Reiter zu erkennen. Anders als die meisten Tympana im Béarn enthält dieses eine Ikonografie. In der Mitte sitzt Christus und übergibt auf der linken Seite die Schlüssel an den heiligen Petrus, auf der rechten Seite eine Schriftrolle an den heiligen Paulus. Diese Symbolik ist als Antwort auf die Laster zu verstehen, die auf den Archivolten angedeutet werden. Der Sturz ruht auf zwei Konsolen, die mit Fratzen ausgemeißelt sind.
Auf der gegenüberliegenden Seite befindet sich ein kleiner Eingang, der für Cagots bestimmt war, eine Personengruppe, die vom 13. bis weit ins 19. Jahrhundert hinein in Spanien und Frankreich aus heute noch unbekannten Gründen diskriminiert und weitgehend vom gesellschaftlichen Leben ausgeschlossen war. Er ist nicht der einzige Anhaltspunkt für eine Ausgrenzung auch in Sévignacq. Ein Weihwasserbecken aus Sandstein, an dem die Jahreszahl „1648“ eingraviert ist, war für Cagots vorbehalten, damit die restlichen Gläubigen nicht durch das Weihwasser kontaminiert werden sollten.
An der Nordfassade sind zwei schmale Fenster mit Stürzen aus Monolithen erhalten, die Apsis enthält eine Fensteröffnung mit einem Bogen mit drei Rollenstäben. Das Seitenschiff besitzt eine eigene Apsiskalotte mit einem kleinen rundbogenförmigen Fenster, das Licht in das Innere hereinfallen lässt. Es ist vom Hauptschiff durch Arkaden abgetrennt deren Einfassungen mit doppelten Reihen von diamantierten Steinen ausgestaltet sind.
1915 wurden zwei Glasfenster, Werke des Glasmalermeisters Pierre Arcencam aus Pau, eingesetzt. Sie stellen Jeanne de Valois und Johannes Chrysostomos dar.
Das Retabel des Hauptaltars ist in die Rundung des halbrunden Chors angepasst. Im Hintergrund rahmen in der Mitte zwei Doppelsäulen und ein Giebel ein Ölgemälde aus der zweiten Hälfte des 17. Jahrhunderts ein. Es misst 2,64 m in der Höhe und 1,86 m in der Breite und zeigt den gekreuzigten Christus mit Maria und dem heiligen Petrus zu beiden Seiten. Zwei lebensgroße Statuen der Heiligen Peter und Paul stehen in angedeuteten Nischen links und rechts des Gemäldes. Sie sind vermutlich Werke des Künstlers Antoine Giraudy und datieren aus der Mitte des 18. Jahrhunderts. Auf der Tür des Tabernakels ist das Lamm Gottes dargestellt, darüber ein Dreieck als Symbol der Dreifaltigkeit. Die Flügel des Tabernakels sind als Flachreliefs dekoriert mit der Szene der Verkündigung des Herrn mit Maria links und dem Erzengel Gabriel auf der rechten Seite. Beide Reliefs sind flankiert von Pflanzenranken.
An der Wand des Langhauses steht in einer Nische eine Madonna aus der zweiten Hälfte des 18. Jahrhunderts. Sie misst 1,60 m in der Höhe und ist aus vergoldetem Holz. Sie stammt ursprünglich aus einer Kirche in Oloron-Sainte-Marie oder aus einer der Nachbargemeinden. Zu bemerken ist das Fehlen eines Attributs in ihrer rechten Hand.
Die Kanzel der Kirche stammt aus dem späten 15. oder frühen 16. Jahrhundert und ist ein seltenes Exemplar dieser Epoche im Béarn. Es gibt Anhaltspunkte, dass ihr Ursprung in Spanien liegt, die noch zu verifizieren sind. Sie ist aus Eichen- und Nussbaumholz gefertigt. Der fünfeckige Kanzelkorb besticht durch sein vergoldetes Dekor und Reliefs, mit Blendarkaden, Pflanzenrankwerk, Rosetten, geometrischen Motiven und Schwertlilien. Die Kanzel ist tiefer als ursprünglich an der Wand befestigt und besitzt nicht mehr ihre Treppe, das Wandpaneel und einen möglichen Schalldeckel.

### Ehemaliges Laienkloster, genannt Haus Bataille
Die Familie de Gramont besaß das Laienkloster von Sévignacq im 17. Jahrhundert, bevor es im 18. Jahrhundert in die Hände der Familie Bataille überging. Jean de Bataille de Castetnau, Grundherr und Abt des Laienklosters, errichtete das Haus gegen 1782.

## Wirtschaft und Infrastruktur
Die Gemeinde besitzt ein Zentrum Les Tournesols für die Tagesbetreuung von älteren Personen, die von der Alzheimer-Krankheit betroffen sind.

### Bildung
Die Gemeinde verfügt über eine öffentliche Vor- und Grundschule mit 79 Schülerinnen und Schülern im Schuljahr 2017/2018.

### Sport und Freizeit
Sévignacq verfügt über den Verein Entente Sévignacq Vallée du Gabas der Rugby Union, der auch eine Rugby-Schule betreibt.

### Verkehr
Sévignacq wird durchquert von den Routes départementales 42 und 227.